# Grauwaldsänger
Der Grauwaldsänger (Setophaga plumbea, Syn.: Dendroica plumbea) ist ein kleiner Singvogel aus der Gattung der Baumwaldsänger (Setophaga) in der Familie der Waldsänger (Parulidae). Diese Art bildet mit den Vogelarten Strichelwaldsänger (Setophaga pharetra) und Puerto-Rico-Waldsänger (Setophaga angelae) eine Superspezies. Das Verbreitungsgebiet befindet sich auf den Kleinen Antillen. Die IUCN listet die Art als „nicht gefährdet“ (least concern).

## Merkmale
Grauwaldsänger erreichen eine Körperlänge von 14 Zentimetern. Die Flügellänge beträgt beim Männchen 5,8 bis 6,6 Zentimeter, beim Weibchen 5,6 bis 6,2 Zentimeter. Adulte Grauwaldsänger haben ein graues Kopfgefieder, einen auffallenden weißen Fleck über den Zügeln, einen schmalen weißlichen verschwommenen Überaugenstreifen, der über dem Auge beginnt und sich bis in den Nacken zieht und einen weißen Strich unter dem Auge. Das Oberseitengefieder ist grau, die Flügel schwärzlich mit grauen Federränder und zwei weißen Flügelbinden. Der Schwanz ist schwärzlich mit grauen Federränder und weißen Schwanzspitzen an den äußeren Federn, die Unterschwanzdecken sind weiß. Das Unterseitengefieder ist mittelgrau mit einer weißen zentralen Region auf der Kehle, der Brust und der Bauchpartie. Der Schnabel ist schwärzlich und die Beine sind fleischfarben.
Jungvögel im ersten Jahr haben ein dumpf olives bis gräulich-olives Kopf- und Oberseitengefieder. Der Überaugenstreif, der Fleck über den Zügeln, der Strich unter dem Auge und das Unterseitengefieder ist blass gelblich.

## Vorkommen, Ernährung und Fortpflanzung
Grauwaldsänger kommen auf Guadeloupe (Marie-Galante, Terre-de-Haut) und auf Dominica der Kleinen Antillen vor. Die standorttreuen Vögel bewohnen trockenes Wald-Buschland in Niederungen, kleinwüchsig gemischte Vegetationen mit viel Unterholz in den Bergen sowie Regenwälder. Ihre Nahrung besteht aus Insekten und Beeren. Diese suchen sie in den unteren Regionen der Vegetation, vorwiegend im Unterholz. Dabei können sie leicht beobachtet werden. 
Die Brutzeit findet zwischen März und Juli statt. Ihr schalenförmiges Nest legen sie niedrig in Büschen oder in Bromeliengewächsen an. Als Nistmaterial verwenden sie Blätter und feine Würzelchen. Dabei ist das Nest weniger verdichtet als bei der verwandten Art Strichelwaldsänger. Ein Gelege besteht aus zwei bis drei Eier. Über die Brutdauer und Nestlingszeit gibt es keine Untersuchungen.

## Systematik
Die Vögel auf Guadeloupe haben ein dunkleres Unterseitengefieder und eine angedeutete verwischte Fleckenbildung auf der Kehle und im oberen Brustbereich; speziell beim Federkleid im ersten Jahr. Sie wurden als Unterart Setophaga p. guadeloupensis beschrieben; diese Unterart ist aber nicht offiziell anerkannt.